# Trade Relationship Management
Der Begriff Trade Relationship Management (kurz auch TRM) steht für die Verwaltung der Beziehungen zwischen Handelsunternehmen, deren Kunden und deren Lieferanten. Im Gegensatz zu Customer Relationship Management (CRM) und Supplier Relationship Management (SRM), die jeweils ausschließlich auf die Perspektive des Verkäufers oder Einkäufers ausgerichtet sind, beschäftigt sich Trade Relationship Management mit den Prozessen, die entlang der ganzen Handelskette vom Hersteller bis hin zum Endverbraucher entstehen.

## Anwendung in Handelsunternehmen
Trade Relationship Management kann in Handelsunternehmen Medienbrüche reduzieren, die an der Schnittstelle von SRM-, ERP- und CRM-Systemen auftreten. Beispielsweise kann durch eine Trade-Relationship-Management-Lösung, die Produktdaten von Vorlieferanten im Angebotsprozess integriert, eine Anlage der durch den Endkunden nachgefragten Produkte im Warenwirtschaftssystem (ERP) so lange überflüssig machen, bis der Endkunde dem Angebot zustimmt, was nicht bei jedem Angebot der Fall sein muss.
TRM kann als weitere IT-Lösung im Sinne des papierlosen Büros verstanden werden, da der gesamte Prozess der Angebotserstellung von der Verhandlung der Konditionen bis hin zur Bestellung der benötigten Produkte digital vonstattengeht.

## Geschichte
Der Begriff wurde von Sanjiv Sethi, einem indischen Forscher und Spezialisten für Retail, im Jahr 2012 eingeführt. Er setzte den Fokus erstmals auf die Prozesse und Beziehungen von Unternehmen zu deren Wiederverkäufern als Mittelsmännern zum Kunden. Durch Stärkung dieser Prozesse sollte nach seiner Ansicht der Absatz stärker gefördert werden als bei reiner Investition in die Kundenbeziehung zu Endkunden.
In der Folge wurden unabhängig voneinander mehrere technische Lösungen zur Unterstützung von Trade Relationship Management auf den Markt gebracht.